# Réserve naturelle régionale du lac de Malaguet
La réserve naturelle régionale du lac de Malaguet (RNR279) est une réserve naturelle régionale située en Auvergne-Rhône-Alpes. Classée en 2014, elle occupe une surface de 54,21 hectares.

## Localisation

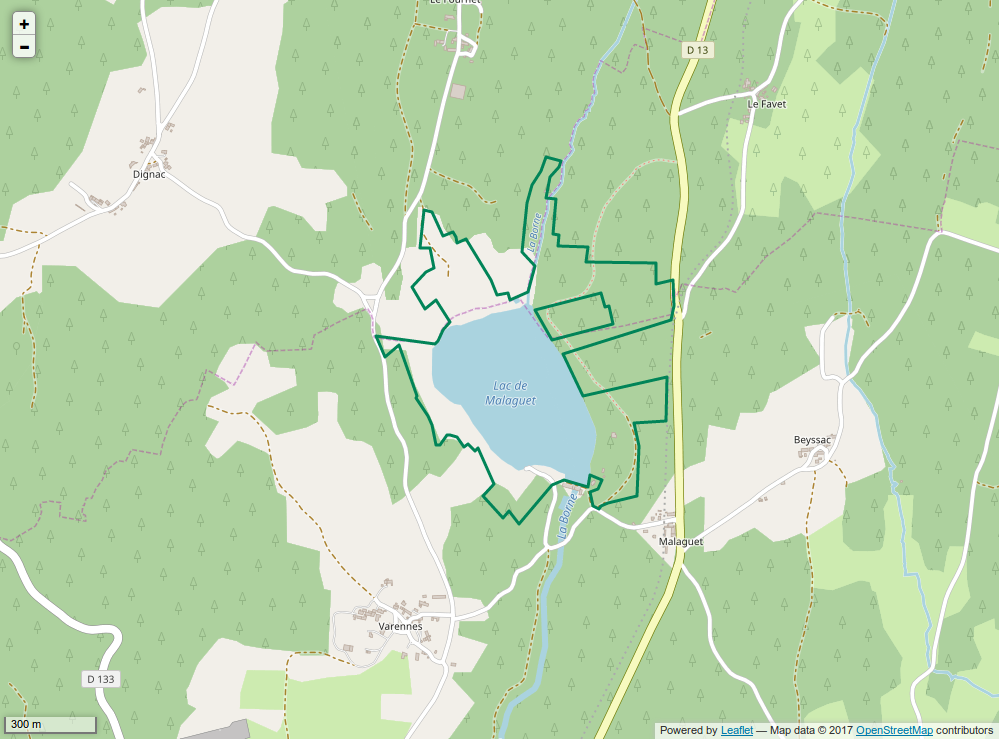
Périmètre de la réserve naturelle.

Le territoire de la réserve naturelle est dans le département de la Haute-Loire, sur les communes de Félines, Monlet, Sembadel.

## Écologie (biodiversité, intérêt écopaysager…)

### Flore
Plusieurs plantes à fleurs sont recensées dans cette réserve. Selon l'Inventaire National du Patrimoine Naturel (INPN) on y trouve des lamiacées comme galéopsis tétrahit, la lycope d'Europe et la scutellaire à casque, ainsi que des scrofulariacées (digitale pourpre et véronique à écus). D'autres plantes y vivent comme des vulpins fauves, des andryales à feuilles entières, des épilobes en épi et à grandes fleurs, des comarets des marais, des joncs bulbeux, des potamots nageants, des renoncules flammettes, des rorippes des marais, des sagines apétales (en), des succises des prés et des carums verticillés.
On y trouve aussi des algues vertes de l'espèce Nitella hyalina, et des lichens des espèces Ramalina fraxinea (en) et Usnea florida (en).

## Administration, plan de gestion, règlement

### Outils et statut juridique
La réserve naturelle a été créée par une délibération du Conseil régional du 23 septembre 2014.